# 미스트라토노랑어깨박쥐
미스트라토노랑어깨박쥐(Sturnira mistratensis)는 주걱박쥐과(신세계잎코박쥐과)에 속하는 박쥐의 일종이다. 콜롬비아 리사랄다 주 미스트라토 시의 안데스산맥 서부의 토착종이다. 미스트라토노랑어깨박쥐에 대한 정보는 완모식표본에 대한 정보 밖에 없기 때문에 종의 상태나 환경 정보, 개체군 추이는 알려져 있지 않다.